# قورباغه‌های جگنی
قورباغه‌های جگنی (نام علمی: Hyperoliidae) نام یک تیره از راسته قورباغه است.